# Kráľovce
Královce (maďarsky Királynép(e), německy Kralowetz) jsou obec v okrese Košice-okolí na Slovensku. Leží v centrální části Košické kotliny na levém břehu Torysy. Je zde řeckokatolický kostel postavený v roce 1897 v neoklasicistním stylu.

## Historie
Historie obce je propojena se sousední obcí Ploské, se kterou leží na historické hranici Šariše a Abova. Obec (Malé?) Ploské v Abovské stolici (maď. Lapispatak) je písemně doložena již v roce 1270 jako terra Lopuspotok. Název Malé Ploské se používal pro odlišení od sousední obce.
Počátkem 15. století se sídlo dostalo k panství Rozhanovce; v roce 1427 bylo zaznamenáno celkem 23 port. V roce 1488 se objevuje současný název v maďarské podobě Kiralynepy. V 16., 17. a na počátku 18. století došlo k úbytku obyvatelstva (např. v roce 1553 zde bylo jen šest port). Teprve po skončení Rákócziho povstání a epidemie cholery se obec mohla znovu rozrůst. V roce 1828 zde bylo 65 domů a 482 obyvatel. Do 19. století patřila obec Barkóczyovcům.

### Vývoj názvu obce
- 1388 – Kyslapuspatak
- 1427 – Kys-Lapispatak
- 1488 – Király népi
- 1630 – Király népe
- 1773 – Kraloweze
- 1920 – Kráľovce